# Aloïs Boudry

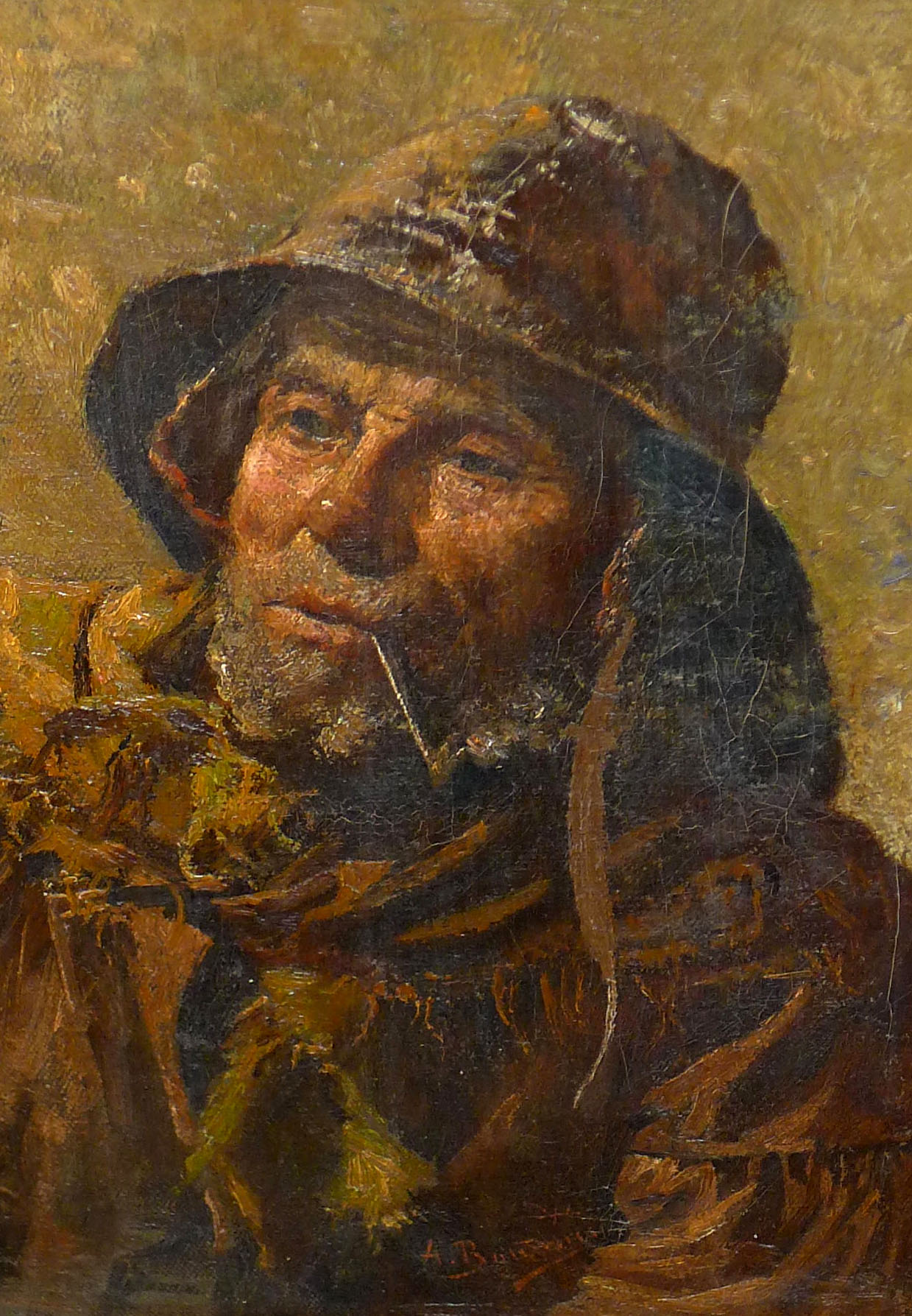
Portret van een visser te Nieuwpoort

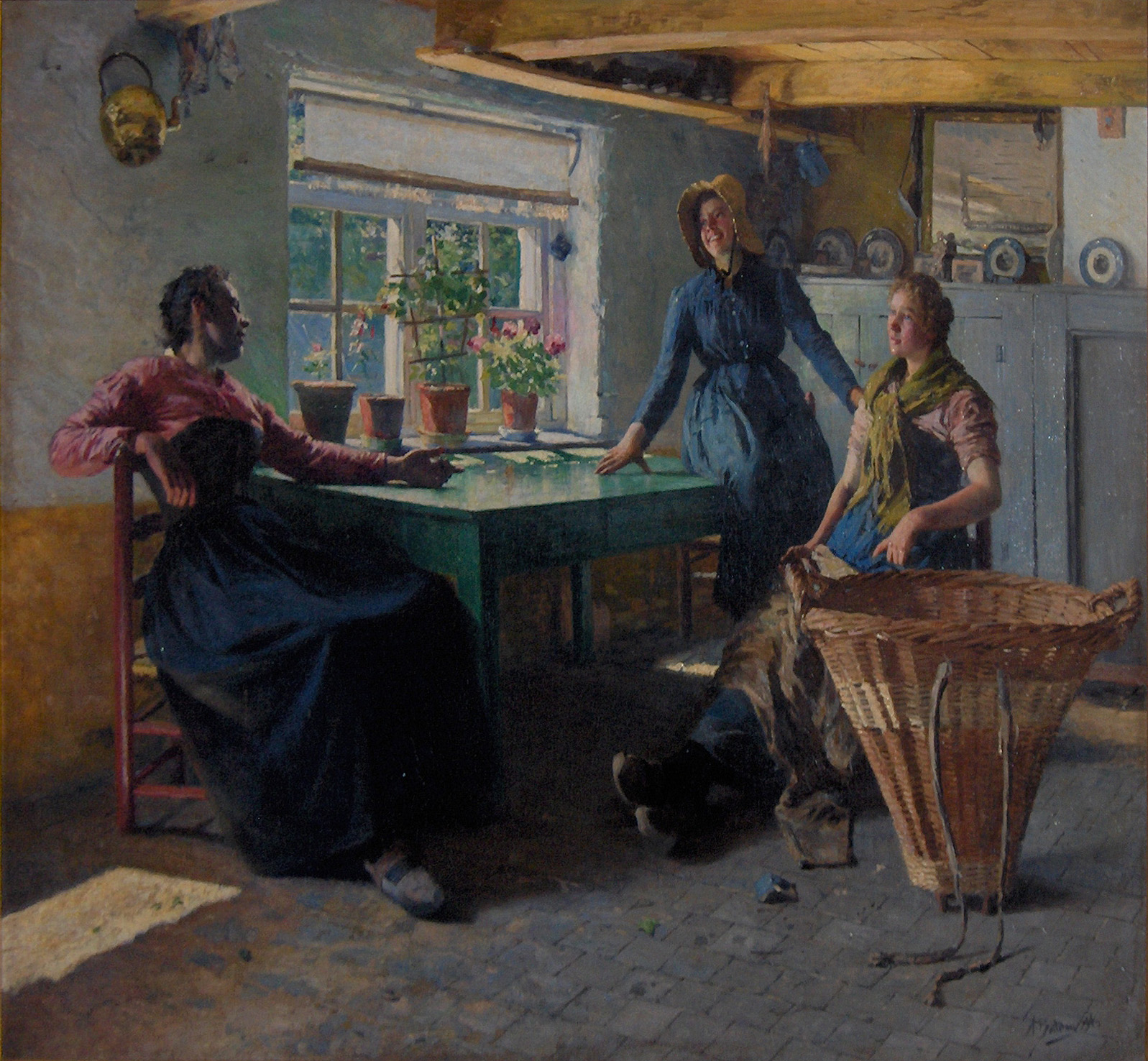
Interieur met vissersvrouwen

Aloïs Boudry (Ieper, 12 augustus 1851 - Antwerpen, 27 november 1938) was een Belgisch kunstschilder, bekend voor zijn portretten, stillevens, interieurs, voorstellingen van vissers en personages in hun omgeving.
Hij studeerde eerst aan de academie in Ieper, vervolgens in Roeselare en ten slotte aan de academie van Antwerpen onder Nicaise De Keyser en Jozef Van Lerius.
Hij sloot in 1885 aan bij "Als ik Kan", een Antwerpse vereniging van beeldende kunstenaars die werkten op traditionele wijze. Hij nam deel aan de Wereldtentoonstelling van 1910 in Brussel. Hij gaf een tentoonstelling in Antwerpen in 1906. 
Er werd ook een doek van hem tentoongesteld in Kunsthalle in Bremen in 1898.
Toen het gemeentebestuur van Heist in 1913 een brochure uitgaf ter promotie van de kustplaats, werd de affiche ontworpen door Aloïs Boudry.
Bij het uitbreken van de Eerste Wereldoorlog in 1914 week hij uit naar Groot-Brittannië, waar hij bekend werd als portrettist. Hij verbleef in 1917 in Italië. Uit die tijd dateert Jeune italienne au bouquet de fleurs, geschilderd op Capri in 1917.
Hij werd meerdere malen onderscheiden, o.a. met een eervolle vermelding op de wereldtentoonstelling van Parijs in 1889, de zilveren medaille in Bordeaux 1895 en de zilveren medaille in Brussel 1910,
Hij zocht zijn onderwerpen vooral in armoedige buurten. Veel van zijn schilderijen beschreven het leven van de vissers in Nieuwpoort. In zijn boek De schilderkunst in België van 1830 tot 1921 beschreef Pol De Mont Aloïs Boudry als een schilder van het hedendaagse volksleven:
 "Bepaald minder konventioneel, ofschoon toch niet voldoende tevreden met den eenvoud van zuivere, ware waarheid, vast gevoeliger voor kleur en licht en in de keuze zijner modellen stellig wat stouter."
Zijn zoon Robert Boudry (1878-1961) en zijn kleinzoon Paul Boudry (1913-1976) waren eveneens kunstschilders. Zijn neef Jules Boudry (1888-1951) was ook kunstschilder. De kleindochter van Jules, Nele Boudry, is een hedendaagse kunstenares.
Men vindt zijn werken terug in de musea van Antwerpen, Kortrijk en het Nationaal Visserijmuseum van Oostduinkerke. Het schilderij Gezicht op Whitby (1914-1918) werd in 2006 aangekocht door het stadsbestuur van Ieper.
Op recente veilingen worden zijn werken geschat tussen 3.000 en 4.000 €.